# CASA C-212
Le CASA C-212 est un avion de transport tactique et logistique biturbopropulseur. Il est capable d'effectuer des missions de parachutage, de transport militaire, d'évacuation sanitaire et de servir comme avion de patrouille maritime.

## Historique
En 1963, le gouvernement espagnol décide de trouver un successeur au CASA C-352, version fabriquée par CASA de l'avion de transport allemand de la Seconde Guerre mondiale, Junkers Ju 52. Les premiers outillages pour la construction sont mis en place en 1968 dans les usines de Séville (voilure), Cadix (section arrière) et Getafe (assemblage et essais). Le contrat passé par le gouvernement concernant alors  deux prototypes et 8 appareils de présérie. Le premier vol du prototype a lieu le 26 mars 1971 aux mains du pilote d'essais Ernesto Nienhuisen, sous le regard des dirigeants et des ingénieurs de CASA. L'appareil reçoit sa certification de l'Instituto Nacional de Técnica Aeroespacial (INTA) en décembre 1973. La première commande vient de la force aérienne portugaise avec 24 appareils. L'appareil est ensuite commandé au fil des années par plusieurs armées dont celle du Chili, de l'Indonésie et de l'Afrique du Sud. En 1977, le C-212 reçoit sa certification civile de la part de la Federal Aviation Administration ce qui lui ouvre les portes du marché civil américain.
Le dernier exemplaire assemblé en Espagne est un C-212-400 sorti d'usine le 28 décembre 2012.
Aux États-Unis des C-212 sont en service au sein de l'US Army sous la désignation de C-41A. Ils opèrent pour le compte de l'USSOCOM.

## Utilisateurs

### Civils

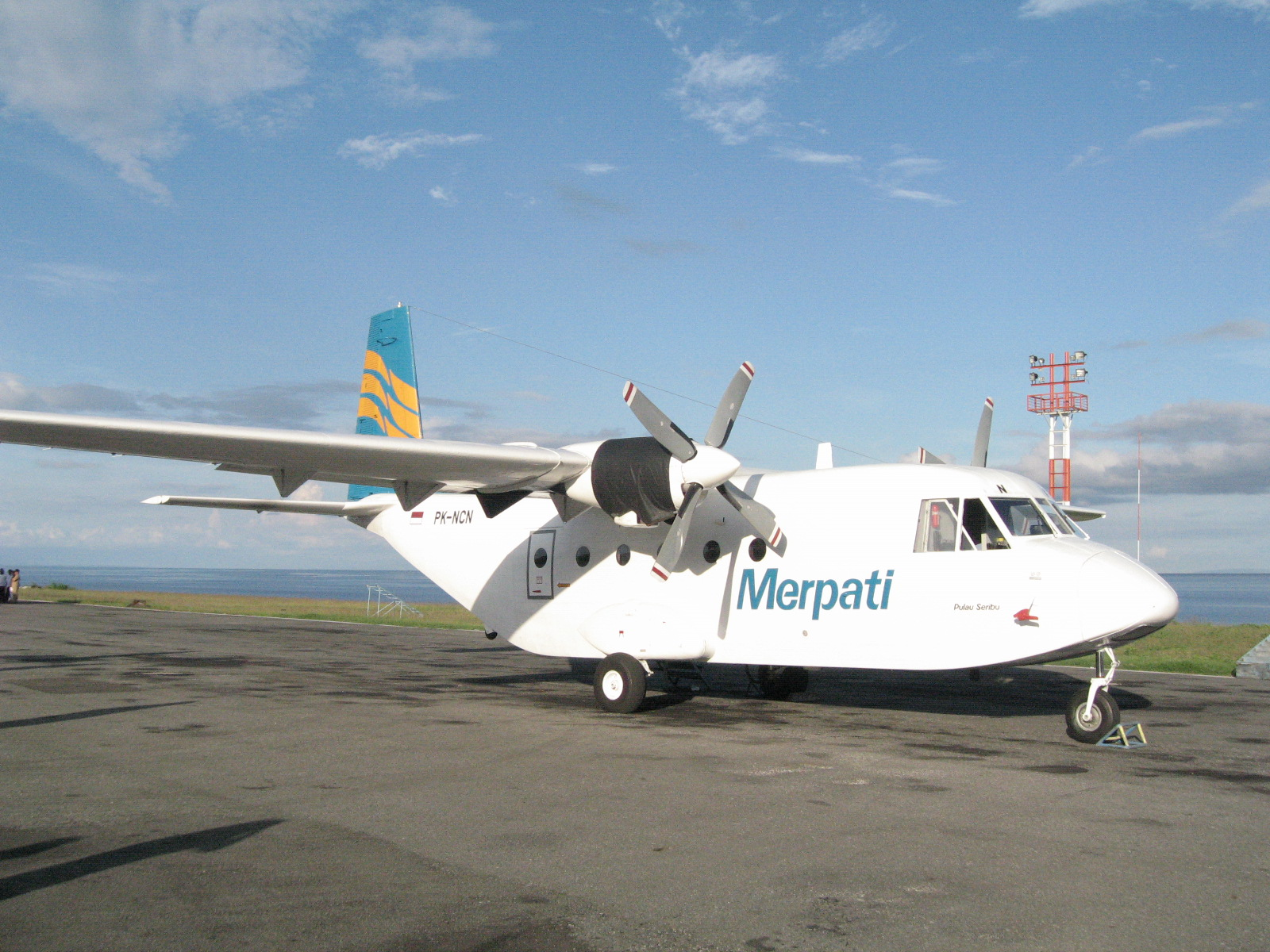
CASA C-212 de la compagnie indonésienne Merpati.

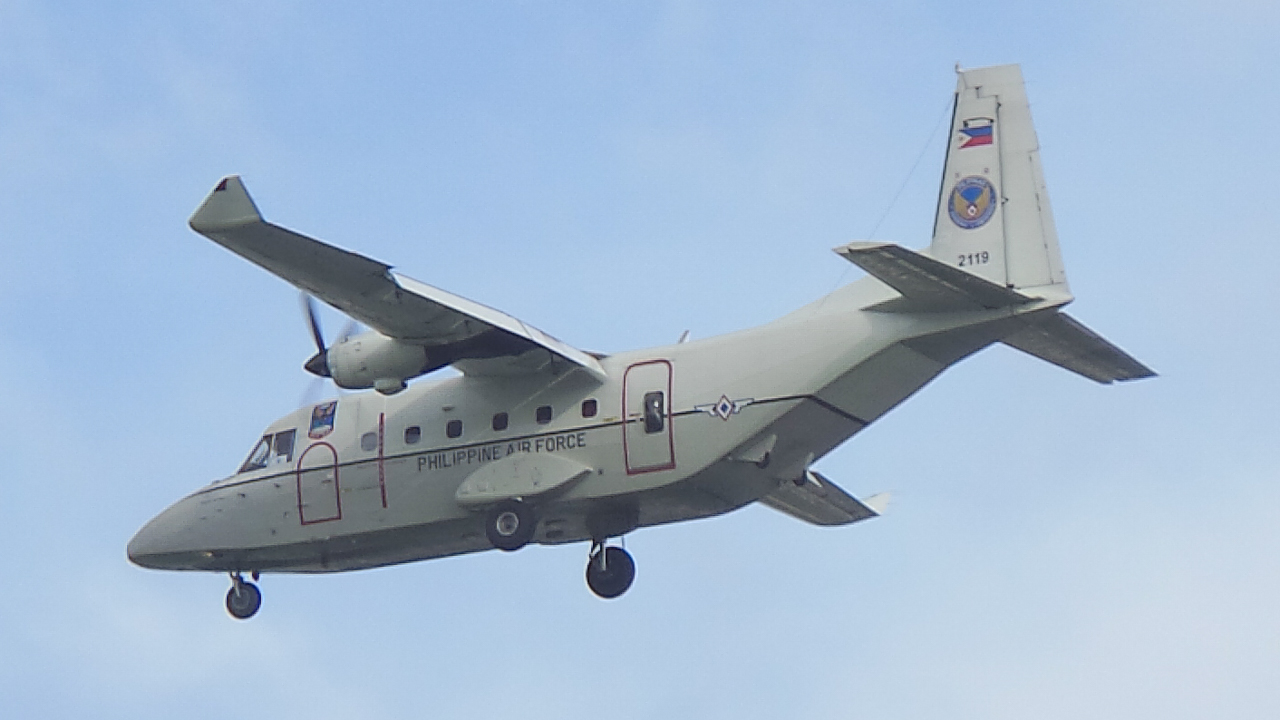
CASA C-212 de l'armée de l'air philippine.

- Indonésie : Merpati Nusantara Airlines - 120 commandes.
- Kiribati : Air Kiribati (1 appareil)
- Suisse : Transair : 6 x CASA C-212-200, Fast Airways et Executive Jet Aviation
- Thaïlande : qui ? 16 commandes.

### Militaires
- Arabie saoudite : la force aérienne royale saoudienne
- Botswana : 3 exemplaires en version C-212-200 et C-212-300 au sein de l'Escadre aérienne de la force de défense du Botswana[5]. Un détruit le 9 février 2017[6]
- Mexique : le ministère mexicain de la Marine
- États-Unis : l'United States Army.
- Espagne : l'armée de l'air espagnole a reçu 92 exemplaires du C-212 dans différentes versions dont 15 sont encore en service (mars 2011)[2], dont des versions de guerre électronique et de patrouille maritime.
- Chili : la force aérienne chilienne a commandé 17 appareils.
- Portugal : la force aérienne portugaise a commandé 26 appareils.
- France : l'Armée de l'air et de l'espace 5 exemplaires C-212-300 commandés, 1 exemplaire toujours en activité.
- Indonésie : l'armée indonésienne
- Philippines : Philippine Air force, 2 appareils
- Sénégal : l'Armée de l'air sénégalaise possède 1 exemplaire intégré à sa patrouille maritime.
- Viêt Nam : la police maritime vietnamienne a reçu 3 exemplaires dont le dernier C-212 construit en Espagne.
- Zimbabwe : la force aérienne zimbabwéenne

Un total de 478 exemplaires ont été construits par CASA et plus de 100 sous licence par la société Aérospatiale indonésienne à fin 2013, dont 267 sont toujours en activité.

## Culture populaire
À noter une erreur dans le film 007-James Bond Le monde ne suffit pas, James Bond prend place à bord d'un avion russe, aux marquages de la fédération, à l'exception de l'immatriculation française. Il s'agit d'un CASA C-212-CB (no 92, de 1977), immatriculé, F-GOGN, stationné à Agen.

### Développement lié
- CASA CN-235: avion de transport tactique et logistique ;
- CASA C-295: avion de transport tactique et C-295 Persuader, sa version de surveillance maritime.